# Juan Garcia
Pour les articles homonymes, voir Juan García (homonymie) et García.
Juan Garcia est un poète québécois né à Casablanca au Maroc en 1945.

## Œuvres
- Corps de gloire. Poèmes 1963-1988, Presses de l’Université de Montraél, coll. « Prix de la revue Études françaises », 1971. Rééd. : Montréal, Hexagone, coll. « Rétrospectives », 1989, 278 p.  (ISBN 9782890062979)
- Poèmes, 1971 (lire en ligne).
- Odes à la blancheur (fragments), 1972 (lire en ligne).

## Honneurs
- Prix Études françaises (1971)[1],[2]
- Prix Alain-Grandbois (1990)